# Fidalgo
Ne doit pas être confondu avec Hidalgo.

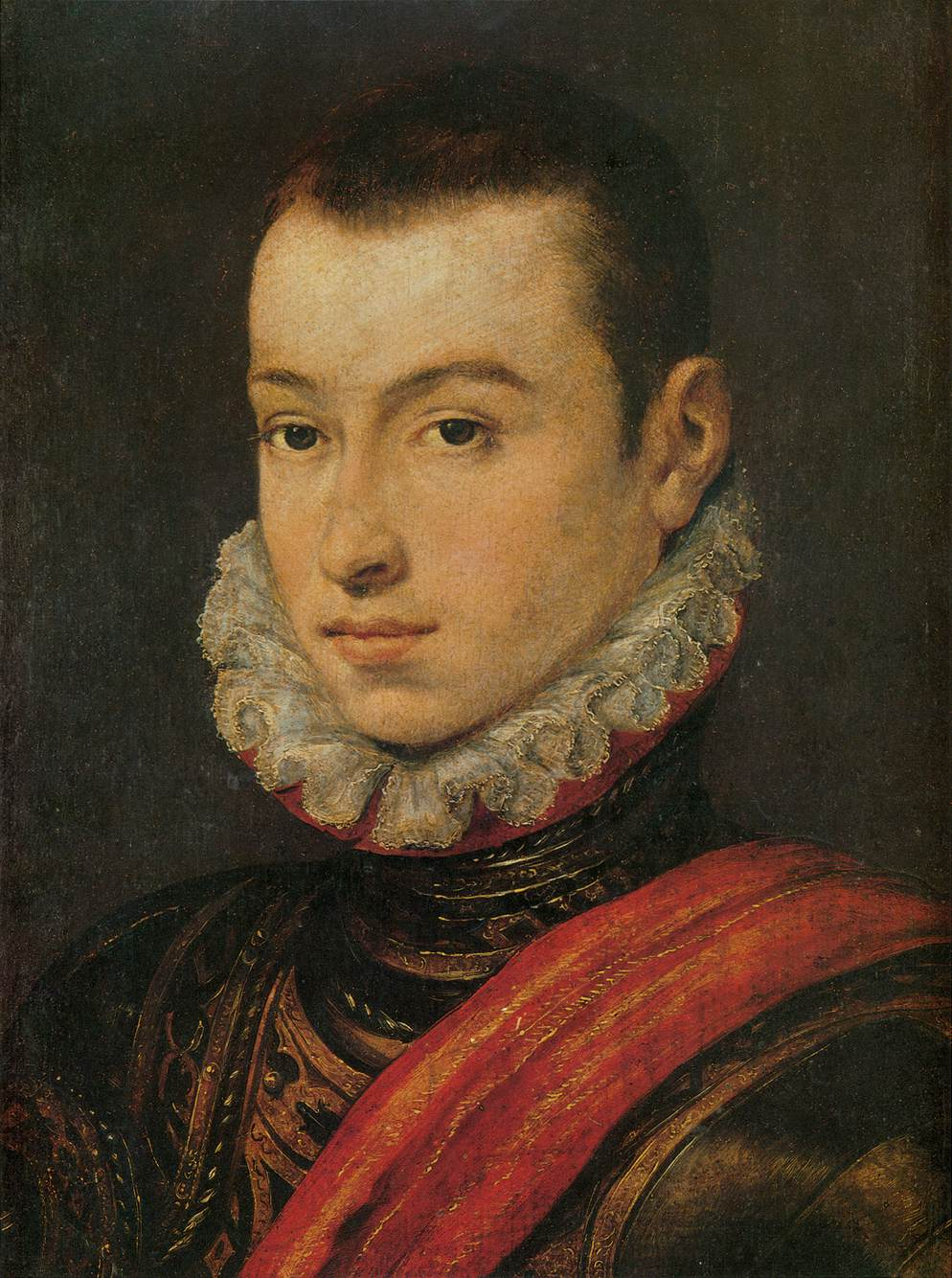
Un fidalgo, jeune Noble, par un peintre inconnu.

Fidalgo (en portugais : [fiðaɫɣu], en galicien : [fiðalɣo]), du galicien et portugais filho de algo — parfois traduit en français par « noble », « gentilhomme » ou « seigneur »  — est un titre traditionnel de la noblesse portugaise qui désigne un membre de la noblesse, titrée ou non. Un fidalgo peut se comparer à certains égards à un gentilhomme français (le mot sous-entend également la noblesse de naissance ou par charge) et à la noblesse italienne. Le titre a été aboli après le renversement de la monarchie en 1910. C'est aussi un nom de famille au portugal . 

## Origine et étymologie
Le mot a la même racine étymologique et historique que son homologue espagnol « hidalgo », mais a un sens bien différent. Alors que le mot algo signifie généralement « quelque chose », dans cette expression il comporte nettement une idée de richesse et, par conséquent, il était à l'origine synonyme de rico homem (littéralement un « homme riche »)
Jusqu'au règne d'Alphonse III (1248-1279), qui a achevé la conquête de l'Algarve, la noblesse n'était pas différenciée comme elle devait l'être par la suite. C'est à tous les nobles, qui étaient les grands propriétaires fonciers, que renvoyaient simplement les deux synonymes, Fidalgo ou ricos homens. À l'origine rico homem faisait référence à des tâches administratives confiées à un noble tandis que fidalgo renvoyait au statut hérité de la noblesse, ou dans une façon de parler plus ancienne à la « noblesse de parage ». Au-dessous des homens ricos on distinguait parmi leurs vassaux en ordre décroissant : les infanções, les chevaliers (cavaleiros) et les écuyers (escudeiros)
. C'est pendant le règne de Jean Ier (1385-1433) que les termes rico homem et fidalgo ont fini par acquérir leurs sens définitifs. Comme une grande partie de la noblesse ne s'était pas rangée au côté de Jean Ier dans la crise portugaise de 1383-1385 et la guerre avec la Castille qui s'était ensuivie, elle avait perdu ses terres une fois que le nouveau roi avait pu assurer ses droits au trône. Jean Ier la remplaça sur le modèle du système anglais par une nouvelle noblesse constituée de familles auparavant non nobles. Le terme fidalgo s'appliqua en définitive à une catégorie analogue au « gentleman » anglais. Au début du XVe siècle, le terme infanção sortit de l'usage et chevalier désigna finalement tous ceux qui se situaient en dessous des homens ricos. Fidalgo commença à prendre de l'importance car, dans son sens de quelqu'un qui avait hérité de sa noblesse, il distinguait les chevaliers de vieille souche de la bourgeoisie en plein essor qui continuait à accéder à la chevalerie en travaillant au service de l'État.